# 切尔文券
切尔文券（俄語：червонец，复数为）是沙俄与苏联时期的一种国家货币。源自俄罗斯传统的大型金币。名字来源于俄文，意思是“赤金；更高纯度的黄金”，是旧俄时代10卢布金币的名称。

## 沙俄时期的切尔文

### 外国铸币
1252年佛罗伦萨发行重3.537克的金币弗罗林。热那亚铸造了类似的金币“热诺维诺”（genovino）。1284年威尼斯发行了类似的金币杜卡特（16世纪后改称“赛昆”）。杜卡特成为3.5克高纯度金币的代名词。欧洲各国纷纷仿效铸造自己的金币。如德国、荷兰、匈牙利的福林、波兰兹罗提、俄罗斯的切尔文。

### 俄罗斯铸币切尔文
从伊凡三世到彼得大帝，铸造的切尔文金币主要用于奖章用途。
彼得大帝的货币改革开始后，1701年铸造的切尔文为3.47克纯度986的金币，完全对应于匈牙利的杜卡特。还铸造了6.94克的“双切尔文”。 这些切尔文金币只用于外贸支付。
| 沙皇            | 切尔文                                     | 双切尔文                       |
| --------------- | ------------------------------------------ | ------------------------------ |
| 彼得大帝        | 1701–1703, 1706–1707, 1710–1714, 1716      | 1701–1702, 1714                |
| 彼德二世        | 1729                                       |                                |
| 安娜·伊凡诺夫娜 | 1730, 1738, 1739                           |                                |
| 伊丽莎白        | 1742–1744, 1746–1749, 1751–1753, 1755–1759 | 1749, 1751, 1755               |
| 彼得三世        | 1762                                       | 1762–1783, 178–1786, 1795–1796 |
| 保罗一世        | 1796, 1797                                 |                                |
| 亚历山大二世    | 1802, 1804–1805                            |                                |

### 铂金切尔文
1827年，帝俄国库已经累积了来自乌拉尔矿山的巨量铂金储备。如果向市场出售，会打垮市场铂价。时任财政大臣康克林伯爵提出铸造铂金币用于流通。铂纯度97%，从1828年铸造到1845年，面值有3、 6、12卢布。这种罕见面值实际是因为其尺寸与金属重量分别对应于25戈比、半卢布、1卢布铸币。这是世界上铸币史上最早的用于流通的纯铂金币。

### 仿造的荷兰杜卡特金币
从1735年起，圣彼得堡铸币厂一直秘密仿制荷兰杜卡特金币。沙俄官方文书称之为“著名的硬币”。荷兰本国于1849年停止流通杜卡特后，1868年在荷兰政府抗议下沙俄政府停止了仿造行为。

### 帝国金币
1898–1911年在尼古拉二世统治下，财政大臣谢尔盖·维特发动了货币改革铸造900纯度的面额5、7.5、10、15卢布的金币。10卢布面额的金币含金量为7.74235 g，全重8.6 g；从1897年至1911年制造了超过4000万枚。面额为15、7.5卢布的金币被称为“帝国金币”（gold imperial）与帝国半金币。  

## 苏联时期的切尔文

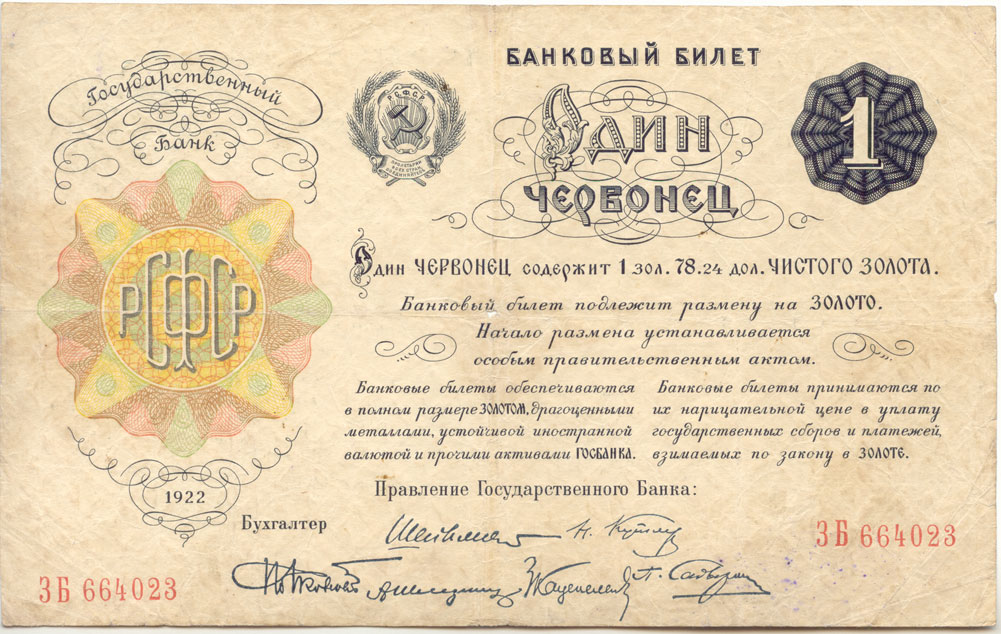
切尔文 1922

1922年10月11日，苏联政府颁布法令，授权国家银行发行切尔文券。苏联按照金本位制的模式，规定切尔文券对应全重8.6克、900纯度的金币，含金量为7.4234克，相当于沙皇时期10卢布切尔文金币，由彼得格勒铸币厂首席铸币师瓦休京斯基设计（还设计了列宁勋章），金币正面为苏俄国徽，背面为播种的农夫。切尔文券以25%的黄金作保证，其余部分以短期票据和易售商品作为担保。通过以票据和商品作为担保的工商业短期贷款方式发行；贷款偿还后切尔文券回笼。由于切尔文券有稳定和充足的保障，很快获得市场信任。1923年年初，切尔文券在全苏货币流通总量中仅占3%，但到1924年2月已增加到83.6%。1924年新经济政策的货币改革末期，形成了切尔文券、苏维埃卢布纸币、卢布国库券、金卢布国库券和小额兑换券等多币并行的流通局面。
切尔文券主要有1922年和1924年两个版本。1922年11月27日进入流通的有1、3、5、10、25切尔文五种面额。1924年版有1、3、5切尔文三种面额。1/2、2、50切尔文券没有进入流通。
切尔文金币共铸造了2,751,200枚。其中1923年铸造了1,113,200枚，1924年铸造了1,638,000枚。1924年苏联的货币体系已经稳定，继续铸造发行切尔文金币不再必要。1924年3月7日，苏联人民委员会开始发行“金卢布国库券”，停止发行并开始收回苏维埃纸币卢布，1923年版卢布按照5万比1兑换“金卢布国库券”，1922年版卢布按照500万比1兑换金卢布国库券，1919年版卢布按照500亿比1兑换金卢布国库券。10金卢布国库券相当于1切尔文券。
从1924年4月开始，切尔文金币成了被广泛接受的国际支付货币。1925年4月，英国财政大臣丘吉尔推动恢复战前的英镑黄金兑换比价，重回金本位，将英镑和美元的汇率恢复至1: 4.86金平价水平。英国议会通过了《1925年金本位法案》（the Gold Standard Act of 1925），5月14日英国国王签署法案并生效。形成了事实上的国际经济金本位买卖体系。英格兰银行宣布拒绝接受1914年之后的俄国金币。苏联政府被迫重新铸造使用尼古拉二世肖像的1914年之前式样的切尔文金币。1925年铸造了标有“1911”年份的60万枚这种切尔文金币。1926年铸造了1,411,000枚此种切尔问金币，还铸造了1百万枚1898年式样5卢布面额金币作为储备。1920年代后半期欧洲转为金块本位制，银行间市场交易的最小重量为400金盎司金条。1930年，金币不再作为国际贸易支付手段。

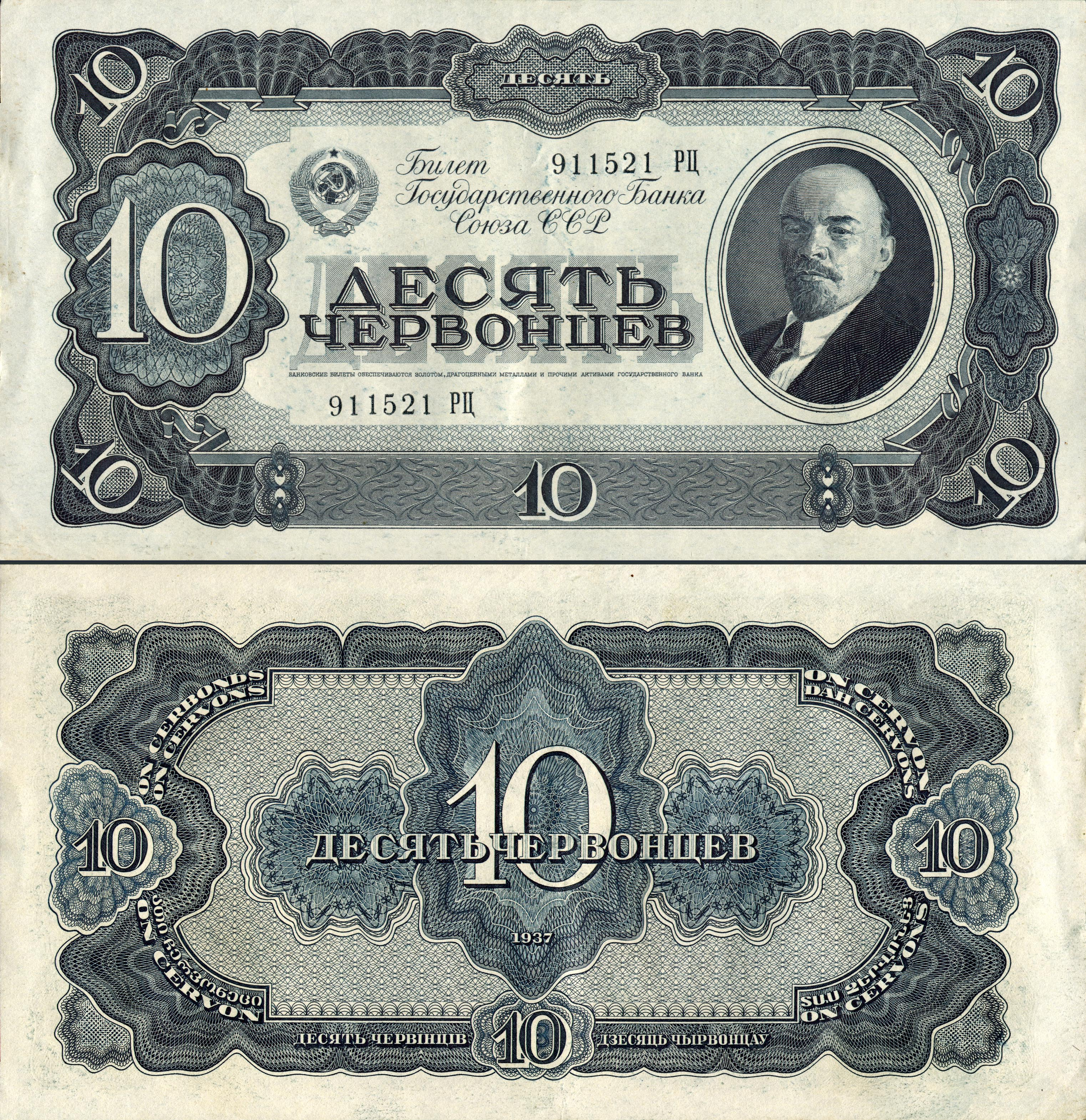
1937年版10切尔文券。

1937年开始发行重新设计的面额为1、3、5、10个单位的切尔文券。票面均为列宁像。票面文字声明以黄金、贵金属及国家银行其他资产为保证。 
.

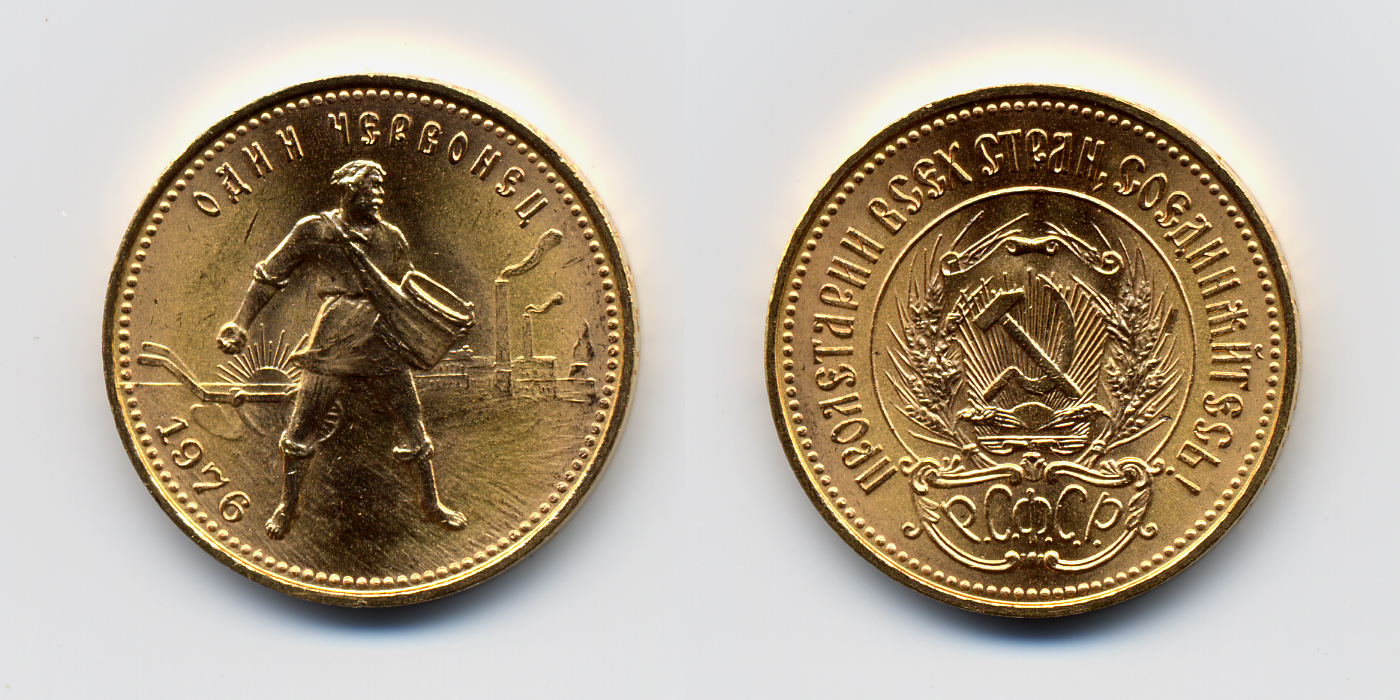
1976年铸造的1923年版切尔文金币。

为纪念1980年莫斯科奥运会，苏联国家银行从1975年至1982年发行了735万枚1923年版切尔问金币（上面日期是新的），并宣布为法定支付手段。2001年，俄罗斯中央银行宣布“奥林匹克切尔文”为法定货币。
现在，日常生活中“切尔文”是指10单位面额的各种现代纸币，包括俄罗斯卢布、欧元、美元。在俄罗斯流氓黑话中，切尔文指10年徒刑。

## 外部連結
- Монеты России и СССР （页面存档备份，存于）
- http://www.numizmat.net/news/detail.php?ID=9876 （页面存档备份，存于） (Russian website)
- 1 Chervonets 1937 （页面存档备份，存于）